# Le Pain de l'amour
Pour plus de détails, voir Fiche technique et Distribution.
Le Pain de l'amour (Kärlekens bröd) est un film suédois réalisé par Arne Mattsson, sorti en 1953.

## Synopsis
Quatre soldats suédois se retrouve coincés en Russie entre la ligne de front et un champ de mines.

## Fiche technique
- Titre : Le Pain de l'amour
- Titre original : Kärlekens bröd
- Réalisation : Arne Mattsson
- Scénario : Volodja Semitjov d'après le roman de Peder Sjögren
- Musique : Sven Sköld
- Photographie : Sven Thermænius
- Montage : Lennart Wallén
- Société de production : Nordisk Tonefilm
- Pays :  Suède
- Genre : Drame et guerre
- Durée : 90 minutes
- Dates de sortie : 
  -  Suède : 23 octobre 1953
  -  France : 12 février 1958

## Distribution
- Folke Sundquist : le prisonnier
- Georg Rydeberg : Ledin
- Nils Hallberg : Tom
- Lennart Lindberg : le narrateur
- Erik Hell : le videur
- Yngve Nordwall : le pasteur
- Sissi Kaiser : Lunnaja
- Dagny Lind : la mère du videur

## Distinctions
Le film a été présenté en sélection officielle en compétition au Festival de Cannes 1954.